# Mirza Nasrollah Khan

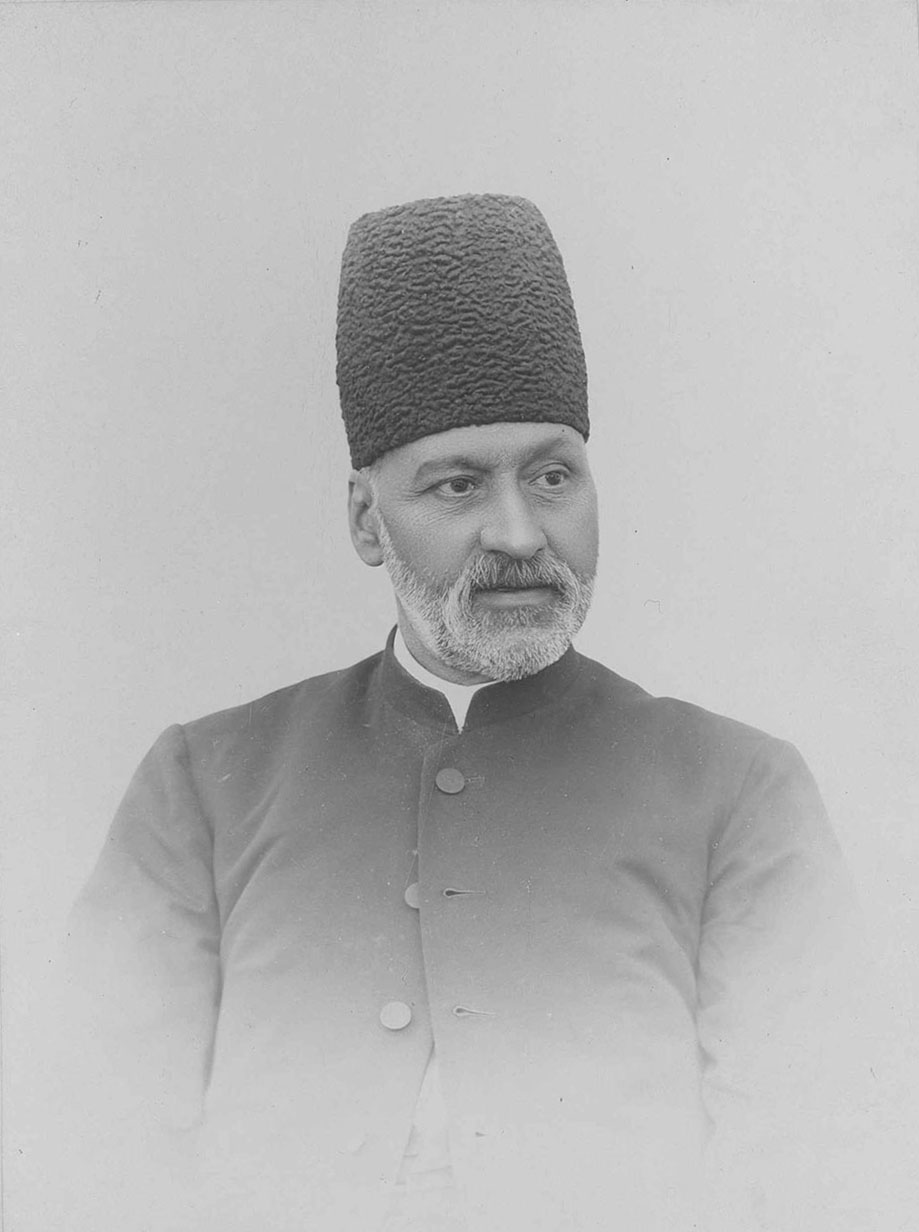
Nasrollah Khan Moshir al Dowleh

Nasrollah Khan Moshir al Dowleh (* um 1840–1845; † September 1907) war der erste Premierminister Irans unter Mozaffar ad-Din Schah nach der Konstitutionellen Revolution von 1906.

## Leben
Nasrollah Khan begann seine berufliche Laufbahn als Schreiber. Er hatte ein kleines Büro in der Nähe der Regierungsgebäude und schrieb Briefe und Eingaben für Analphabeten. Durch die meist persönlich von ihm übergebenen Briefe und Eingaben kam er in Kontakt mit den Mächtigen und Reichen seiner Zeit. Er heiratete die Tochter eines wohlhabenden Kaufmanns. Aus der Ehe gingen zwei Söhne Hossein und Hassan hervor. Seine Söhne Hossein Pirnia und Hassan Pirnia sollten sich später aktiv an der Konstitutionellen Revolution in Iran beteiligen und als Abgeordnete und Premierminister eine bedeutende Rolle in der iranischen Politik spielen.
Nasrollah Khan wurde Privatsekretär des Außenministers am Hof von Naser al-Din Schah und wurde im Laufe der Zeit ein wohlhabender Mann. 
Am 29. Juli 1906 übernahm er das Amt des Premierministers und arbeitete mit einem von Mozaffar ad-Din Schah eingesetzten Gremien, dem auch sein Sohn Hassan angehörte, das erste Wahlgesetz und das Grundgesetz Irans aus. Das Grundgesetz wurde dann am 6. August 1906 feierlich in Kraft gesetzt. Premierminister Nasrollah Khan Moshir al Dowleh erklärte, dass Iran nach wie vor eine absolutistische, islamische Monarchie (maschrueh) sei, der Schah alleine entscheiden könne und das Parlament lediglich Gesetze erarbeiten aber nicht in Kraft setzen könne. Das Parlament lehnte die Erklärung des Premierministers allerdings ab und begann selbständig Gesetze auszuarbeiten und zu verabschieden. Tausende Teheraner versammelten sich vor dem Parlament, um für eine konstitutionelle Monarchie (maschruteh) und einen Nationalstaat zu demonstrieren. 
Nach dem Tod Mozaffar ad-Din Schah übernahm Mohammed Ali Schah die Regentschaft. Er setzte eine Expertenkommission ein, die eine Ergänzung zur Verfassung ausarbeiten sollte, um die Staatsform Irans endgültig zu klären. Nasrollah Khan war inzwischen zu Gunsten von Ali Asghar Khan Atabak als Premierminister zurückgetreten. Am 4. Mai 1907 stellte der neue Premierminister Ali Asghar Khan Atabak sein Kabinett dem Parlament vor.
Der Streit zwischen den unterschiedlichen Auffassungen der Staatsformen eskalierte weiter. Der Geistliche Scheich Fazlollah Nuri forderte ein eindeutiges Bekenntnis zur maschrueh, der islamisch geprägten Monarchie. Er entwarf einen Gesetzesvorschlag, nach dem ein Expertengremium aus fünf Geistlichen alle Gesetzesvorlagen des Parlaments daraufhin überprüfen müssten, ob sie den islamischen Rechtsgrundsätzen entsprächen. Sollten sie diese verletzen, könnte das Expertengremium sie für ungültig erklären. Nuri verlangte ferner, dass diese Vorschrift in der Verfassung als unabänderlich festgeschrieben werden müsse, dass sie bis zum Erscheinen des verborgenen Imam gelten müsse und durch eine parlamentarische Mehrheit weder aufgehoben oder noch modifiziert werden könne. Am 15. Juni 1907 wurde der Vorschlag von Nuri im Parlament verabschiedet, nachdem dieser drei Tage vorher zugesichert hatte, dass er seine verbalen Attacken auf das Parlament einstelle. 
Am 31. August 1907 wurde Premierminister Ali Asghar Khan Atabak ermordet und Nasrollah Khan Moshir al Dowleh übernahm erneut das Amt des Premierministers. Am 7. Oktober 1907 wurde der Vorschlag Nuris als Ergänzung der bisherigen Verfassung angenommen. 
Nach seinem Tod Ende September 1907 vererbte er seinen Titel Moshir al Dowleh an seinen ältesten Sohn Hassan. 